# ويكي تريبيون الاجتماعية
ويكي تريبيون الاجتماعية، والمعروفة باسم WT: Social، هي خدمة تدوين مصغر وشبكة تواصل اجتماعي أمريكية التي يساهم المستخدمون فيها في «الويكيات الفرعية». لقد تأسست في أكتوبر 2019 من قبل جيمي ويلز أحد مؤسسي ويكيبيديا كبديل عن فيسبوك وتويتر. لا تحتوي الخدمة على إعلانات، وتمول من التبرعات. واعتبارًا من منتصف نوفمبر 2019، يوجد حوالي 200,000 مستخدم.

## التأسيس
ابتكر جيمي ويلز WT: Social بعد إحباطه من فيسبوك وتويتر بسبب ما أسماه «هراء النقر». يهدف التنسيق إلى مكافحة الأخبار المزيفة من خلال توفير أخبار مبنية على أدلة مع روابط ومصادر واضحة.

## روابط خارجية
- الموقع الرسمي